# Liste der Bodendenkmale in Brome
In der Liste der Bodendenkmale in Brome sind alle Bodendenkmale der niedersächsischen Gemeinde Brome aufgelistet. Die Quelle ist der Denkmalatlas Niedersachsen. Der Stand der Liste ist der 15. August 2024.

## Allgemein
In den Spalten finden sich folgende Informationen des Bodendenkmales :
- Lage        : geographische Koordinaten
- Bezeichnung : Bezeichnung lt. Denkmalatlas
- Beschreibung: Beschreibung lt. Denkmalatlas
- ID          : Objekt-ID
- Bild        : Bild, ggf. zusätzlich mit Link zu weiteren Fotos im Medienarchiv Wikimedia Commons.

## Brome
| Lage                         | Bezeichnung                              | Beschreibung | ID       | Bild           |
| ---------------------------- | ---------------------------------------- | --- | -------- | -------------- |
| 52° 36′ 11″ N, 10° 56′ 55″ O | Brome 3, Burg                            | Die Burg ist zum umliegenden Gelände nur schwach erhöht. Wall und Graben sind nicht mehr erkennbar. Die Burg ist heute ein aus einem Nord- und einem sich rechtwinklig anschließenden Ostflügel bestehender Gebäudekomplex. Im Winkel zwischen den beiden Flügeln steht ein ca. 23 m hoher runder Turm aus Backsteinmauerwerk. | 28941711 | Weitere Bilder |
| 52° 37′ 33″ N, 10° 57′ 54″ O | Brome 11, Schnedehügel (Grenzmarkierung) | Dm. ca. 5 m, H. 1 m. In wenigen Metern Abstand ein Findling, der sich möglicherweise einmal auf dem Erdhügel als Markierung befunden hat. Grenzstein Nr. 38 auf der Karte von Michaelsen. Im Zuge einer neuen Grenzziehung zwischen dem Kurfürstentum Brandenburg und dem Herzogtum Lüneburg-Celle errichtet worden.           | 43830850 | BW             |
| 52° 37′ 34″ N, 10° 58′ 7″ O  | Brome 12, Schnedehügel (Grenzmarkierung) | Dm. ca. 5 m, H. ca. 1 m. Neben dem Hügel ein Findling. Grenzstein Nr. 39 auf der Karte von Michaelsen. Im Zuge einer neuen Grenzziehung zwischen dem Kurfürstentum Brandenburg und dem Herzogtum Lüneburg-Celle errichtet worden.                                                                                              | 43830929 | BW             |
| 52° 37′ 29″ N, 10° 58′ 22″ O | Brome 13, Schnedehügel (Grenzmarkierung) | Dm. ca. 5 m, H. ca. 1 m. Grenzstein Nr. 40 auf der Karte von Michaelsen. Im Zuge einer neuen Grenzziehung zwischen dem Kurfürstentum Brandenburg und dem Herzogtum Lüneburg-Celle errichtet worden. | 43830937 | BW             |
| 52° 37′ 27″ N, 10° 58′ 37″ O | Brome 14, Schnedehügel (Grenzmarkierung) | Dm. ca. 5 m, H. ca. 1 m. Grenzstein Nr. 41 auf der Karte von Michaelsen. | 43830946 | BW             |
| 52° 37′ 12″ N, 10° 58′ 37″ O | Brome 15, Schnedehügel (Grenzmarkierung) | Dm. 5 m, H. ca. 1 m. Grenzstein Nr. 42 auf der Karte von Michaelsen. | 43830955 | BW             |
| 52° 37′ 1″ N, 10° 58′ 37″ O  | Brome 16, Schnedehügel (Grenzmarkierung) | Dm. 5 m, H. ca. 1,5 m. Grenzstein Nr. 43 auf der Karte von Michaelsen. | 43830964 | BW             |
| 52° 36′ 46″ N, 10° 58′ 35″ O | Brome 17, Schnedehügel (Grenzmarkierung) | Dm. ca. 4 m, H. ca. 0,5 m. Grenzstein Nr. 44 auf der Karte von Michaelsen. | 43830972 | BW             |
| 52° 36′ 41″ N, 10° 58′ 32″ O | Brome 18, Schnedehügel (Grenzmarkierung) | Dm. 5 m, H. 1 m. Grenzstein Nr. 45 auf der Karte von Michaelsen. | 43830981 | BW             |
| 52° 36′ 35″ N, 10° 58′ 27″ O | Brome 19, Schnedehügel (Grenzmarkierung) | Dm. 4 m, H. 1,5 m. Grenzstein Nr. 46 auf der Karte von Michaelsen. | 43834216 | BW             |

## Wiswedel
| Lage                         | Bezeichnung           | Beschreibung | ID       | Bild |
| ---------------------------- | --------------------- | --- | -------- | ---- |
| 52° 36′ 22″ N, 10° 51′ 40″ O | Wiswedel 1, Grabhügel | Annähernd oval, NO-SW-orientiert. Dm. 30 × 25 m; H. bis 3,5 m. Kuppenmulde und flacher Einschnitt von OSO zur Hügelmitte. Weitere Einkerbung am SO-Rand. | 28941847 | BW   |